# Jurij Zbanacki
Jurij (Hryhorij) Oliferowicz Zbanacki (ukr. Ю́рій (Григо́рій) Оліфе́рович Збана́цький, ros. Григорий ((Юрий) Олиферович Збанацкий, ur. 1 stycznia 1914 we wsi Barsuki w rejonie kozieleckim w obwodzie czernihowskim, zm. 25 kwietnia 1994 w Kijowie) – ukraiński pisarz.

## Życiorys
Urodził się w rodzinie chłopskiej. Ukończył technikum pedagogiczne w Czernihowie i Instytut Pedagogiczny w Nieżynie. Pracował jako nauczyciel, dyrektor szkoły średniej i kierownik rejonowego oddziału edukacji narodowej, a od lipca 1940 do ataku Niemiec na ZSRR redaktor rejonowej gazety. Od 1939 należał do WKP(b). Po zajęciu Ukrainy przez Niemcy w 1941 pozostał na okupowanym terytorium, by organizować walkę partyzancką, i został dowódcą oddziału partyzanckiego im. Szczorsa, który od października do sierpnia 1943 przeprowadził wiele akcji w obwodzie czernihowskim i kijowskim, m.in. na odcinku kolejowym Kijów-Nieżyn-Czernihów, na trasie Kijów-Czernihów i na brzegach Desny i Dniepru, niszcząc mosty i składy z zapasami, wykolejając pociągi i atakując garnizony. W sierpniu 1943 oddział ten przemianowano na Zjednoczenie im. Szczorsa, które 11-12 września 1943 uchwyciło trzy przyczółki na Deśnie. W latach 1944–1945 pracował w Ukraińskim Sztabie Ruchu Partyzanckiego, po wojnie wstąpił do Związku Pisarzy ZSRR. W powieściach ukazywał własne doświadczenia partyzanckie z czasów wojny ZSRR z Niemcami. W 1949 wydał książkę Tajemnycia Sokołynoho boru, w 1955 Lisowa krasunia, w 1959 Jedyna (wyd. pol. 1972), a w 1972 My - ne z łehendy. Pisał także powieści z życia współczesnej wsi i utwory dla dzieci. Był zastępcą przewodniczącego Związku Pisarzy Ukrainy i deputowanym do Rady Najwyższej Ukraińskiej SRR 9 kadencji. Został wyróżniony wpisem do Honorowej Księgi Sławy Pracy i Bohaterstwa Czuwaskiej ASRR, Nagrodą Państwową im. Tarasa Szewczenki, nagrodą Komsomołu Ukrainy i tytułem Zasłużonego Pracownika Kultury Republiki Czuwaskiej.

## Odznaczenia
- Złota Gwiazda Bohatera Związku Radzieckiego (4 stycznia 1944[1])
- Order Lenina
- Order Rewolucji Październikowej
- Order Czerwonego Sztandaru
- Order Wojny Ojczyźnianej I klasy
- Order Czerwonego Sztandaru Pracy (trzykrotnie)
- Order Przyjaźni Narodów

I medale.